# Universidad Ateneo de Manila
La Universidad Ateneo de Manila (Ateneo de Manila University en inglés y Pamatasang Ateneo de Manila o Unibersidad ng Ateneo de Manila en filipino), también conocida simplemente como el Ateneo de Manila, es una universidad católica fundada en 1859 por la Compañía de Jesús. El campus principal está en la Ciudad Quezón, Filipinas.
Entre sus antiguos alumnos y licenciados se encuentran senadores, varios presidentes del país incluyendo al actual Benigno Aquino III, y personalidades como José Rizal o Benigno Aquino, Jr..
Ofrece cursos de educación elemental, secundaria, universitaria y postgrado en distintos campos como las artes, ciencias humanas, negocios, derecho, ciencias sociales, teología y ciencias puras y aplicadas, destacando por sus programas de derecho, medicina, ciencias humanas, negocios y ciencias sociales.
Su rector actual es Fr. José Ramón T. Villarín, S.J..